# Натал (Рио Гранди до Норти)
Натал е град и столица на щата Рио Гранди до Норти, Североизточна Бразилия. Населението му е 806 203 жители (2009 г.) Намира се на 30 метра н.в. Пощенският му код е 59000-000, а телефонният +55 84.

## Побратимени градове
- Витлеем (Палестинска територия)
- Кордоба (Аржентина)
- Порто Алегри (Бразилия)
- Рио де Жанейро (Бразилия)
- Салвадор (Бразилия)